# Hawk of the Hills
Hawk of the Hills, também conhecido como Black Thunder, é um seriado estadunidense de 1927, gênero Western, dirigido por Spencer Gordon Bennet, em 10 capítulos, estrelado por Allene Ray e Walter Miller. Foi produzido e distribuído pela Pathé Exchange, e veiculou nos cinemas estadunidenses entre 28 de agosto e 30 de outubro de 1927.

## Sinopse
Em Newhall, Califórnia, um bando de índios renegados, sob a liderança de The Hawk, aterroriza garimpeiros em um vale. Quando o velho garimpeiro Clyde Selby atinge um filão, The Hawk planeja sequestrar sua bela filha Mary Selby. Laramie, um agente do governo, com a ajuda de seu simpático amigo índio, tenta salvar Mary.

## Elenco
- Allene Ray - Mary
- Walter Miller - Laramie

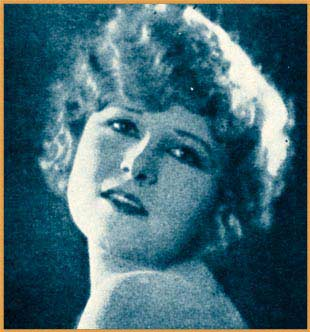
Allene Ray, atriz que interpretou Mary Selby no seriado.

- James Robert Chandler - Clyde Selby
- Jack Ganzhorn - Henry Selby
- Frank Lackteen - The Hawk
- Paul Panzer - Manson
- Wally Oettel - Shorty
- Harry Semels - Sheckard
- Jack Pratt - Coronel Jennings
- J. Parks Jones – Tenente MacCready
- Frederick Dana - Larry
- John T. Prince - The Hermit
- Whitehorse (creditado Chefe Whitehorse)
- George Magrill
- Evangeline Russell - Indian Maiden
- Chief Yowlachie - Chefe Long Hand

## Capítulos
1. The Outlaws
2. In the Talons of the Hawk
3. Heroes in Blue
4. The Attack
5. The Danger Trail
6. The Death Menace of Lost Canyon
7. Demons of the Darkness
8. Doomed to the Arrows
9. The House of Horror
10. The Triumph of Law and Law